# HD 204018
HD 204018，又名CD-4314539，SAO 230692、HR 8202，是一颗恒星，视星等为5.51，位于銀經358.65，銀緯-46.06，其B1900.0坐标为赤經21h 20m 36.8s，赤緯-42° -46.06′ 51″。